# Société Nationale de Constructions Aéronautiques du Sud-Ouest
Die Société Nationale de Constructions Aéronautiques du Sud-Ouest, abgekürzt SNCASO, war ein französischer Flugzeughersteller.
Die SNCASO entstand 1936 im Zuge der Nationalisierung der französischen Flugzeugindustrie als Zusammenschluss der Fabriken von Blériot Aéronautique in Suresnes, von Bloch in Villacoublay und Courbevoie, von Société Aéronautique du Sud-Ouest (SASO) in Bordeaux-Mérignac, von der Usine de Construction Aéronautique (UCA) in Bordeaux-Bègles, von der Société Aérienne Bordelaise (SAB) in Bordeaux und von Lioré & Olivier in Rochefort. Im Jahre 1941 absorbierte sie zusätzlich noch die SNCAO. Von 1945 bis 1949 war Henri Deplante technischer Direktor der SNCASO.
Im März 1957 schloss sich die SNCASO mit der SNCASE zur Gesellschaft Sud Aviation zusammen.
Zu den Typen, die von der SNCASO produziert wurden, gehören 
- der leichte Bomber Bloch MB.174 und Varianten
- der leichte Hubschrauber Sud-Ouest SO 1100 Ariel
- das mittlere Bombenflugzeug Lioré & Olivier LeO 451,
- das Transportflugzeug SNCASO SO-30 Bretagne,
- das Versuchsflugzeug Sud-Ouest SO.6000 Triton,
- der leichte Hubschrauber Sud-Ouest SO 1221 Djinn
- das leichte Transportflugzeug Sud-Ouest SO.95 Corse,
- das Versuchsmilitärflugzeug Sud-Ouest S.O.9050 Trident,
- der taktische Kampfjet SNCASO SO-4050 Vautour.